# Miroslav Michalovský
Miroslav Michalovský (* 12. ledna 1955) je bývalý český hokejový obránce.

## Hokejová kariéra
V československé lize hrál za TJ Gottwaldov a Duklu Trenčín. Odehrál 7 ligových sezón, nastoupil ve 223 ligových utkáních, dal 27 gólů a měl 55 asistencí. V nižších soutěžích hrál za Baník Hodonín. Za československou reprezentaci nastoupil v 5 utkáních. Reprezentoval Československo na Mistrovství světa juniorů v ledním hokeji 1975, kde tým skončil na 4. místě.

## Klubové statistiky
| 1974/1975 | TJ Gottwaldov | 1. liga | 34 | 2 | 5  | 7  | -  |
| 1975/1976 | TJ Gottwaldov | 2. liga | -  | - | -  | -  | -  |
| 1976/1977 | TJ Gottwaldov | 1. liga | 43 | 8 | 6  | 14 | -  |
| 1977/1978 | Dukla Trenčín | 1. liga | 26 | 1 | 7  | 8  | 12 |
| 1978/1979 | Dukla Trenčín | 2. liga | -  | - | -  | -  | -  |
| 1979/1980 | TJ Gottwaldov | 2. liga | -  | 4 | -  | -  | -  |
| 1980/1981 | TJ Gottwaldov | 1. liga | 43 | 7 | 11 | 18 | 30 |
| 1981/1982 | TJ Gottwaldov | 1. liga | 43 | 7 | 15 | 22 | -  |
| 1982/1983 | TJ Gottwaldov | 1. liga | 24 | 2 | 9  | 11 | 12 |
| 1983/1984 | TJ Gottwaldov | 1. liga | 10 | 0 | 2  | 2  | 10 |
| 1987/1988 | Baník Hodonín | 3. liga | 19 | 8 | 7  | 15 | 32 |